# Auroue
Auroue é um rio localizado na França.